# Kirchenwinn
Kirchenwinn ist ein Gemeindeteil der Stadt Velburg im Landkreis Neumarkt in der Oberpfalz in Bayern.

## Geographische Lage
Das Kirchdorf liegt im Oberpfälzer Jura der Fränkischen Alb auf 533 m ü. NHN etwa 1 km vom Truppenübungsplatz Hohenfels entfernt zwischen den Erhebungen Wildenberg (601 m ü. NHN) im Südosten, Bromberg (592 m ü. NHN) im Norden, Pfaffenberg (588 m ü. NHN) im Nordwesten, Winner Berg (596 m ü. NHN) im Westen und Wolfersberg (599 m ü. NHN) im Südwesten. Durch das Dorf führt die Kreisstraße NM 1. In diese mündet im Ort die Kreisstraße NM 25 ein.

## Geschichte
Kirchenwinn, vermutlich im 10. Jahrhundert unter den Karolingern durch die Ansiedelung slawischer Kriegsgefangener gegründet, gehörte hochgerichtlich zur Herrschaft Helfenberg, die 1372/74 von den Ehrenfelsern an Pfalzgraf Ruprecht verpfändet und verkauft wurde. Der Ortsname war zu dieser Zeit Arnoltzwinden. In der ersten Güterbeschreibung des Klosters Kastl von ca. 1325 ist Arnoltswinden mit 11 Huben aufgeführt, während die Herrschaft Helfenberg nur über eine Hofstatt verfügte, wie ein Zinsbuch von 1400/10 ausweist. 1588 besaß das Kloster dort 12 Huben. 1622 hatte das Kloster in Albertswinden Untertanen auf 2 Höfen und 7 Sölden. Am Ende des Alten Reiches, um 1800, bestand Kirchenwinn aus 12 Anwesen, die zur Gänze dem Kloster Kastl gehörten.
Im neuen Königreich Bayern (1806) wurden zunächst Steuerdistrikte aus jeweils mehreren Orten gebildet. Dem Steuerdistrikt Reichertswinn im Landgericht Parsberg gehörten die beiden Dörfer Reichertswinn und Kirchenwinn sowie die Einöde Distlhof an. Mit dem zweiten Gemeindeedikt von 1818 wurde dieser Steuerdistrikt in unverändertem Umfang die Ruralgemeinde Reichertswinn. 1830 wurde zu dieser die Gemeinde St. Wolfgang mit den Ortschaften St. Wolfgang, St. Colomann, Richterhof, Diesenhof und Sommertshof gelegt. Eine weitere Änderung gab es 1952, als aus der wegen der Erweiterung des Truppenübungsplatzes aufgelösten Gemeinde Griffenwang die Einöde Neudiesenhof nach Reichertswinn umgemeindet wurde. Mit diesem Bestand wurde die Gemeinde im Zuge der Gebietsreform in Bayern 1971 in die Stadt Velburg eingemeindet. Seitdem ist Kirchenwinn ein Gemeindeteil von Velburg.
Die Kinder gingen im 19. Jahrhundert in den Pfarrort Oberwiesenacker, seit 1929 nach Prönsdorf in die Schule.

### Einwohner- und Gebäudezahl
- 1836 92 Einwohner, 13 Häuser,[8]
- 1867 84 Einwohner, 32 Gebäude, 1 Kirche,[9]
- 1871 70 Einwohner, 31 Gebäude, im Jahr 1873 einen Großviehbestand von 3 Pferden und 93 Stück Rindvieh,[10]
- 1900 85 Einwohner, 16 Wohngebäude,[11]
- 1925 91 Einwohner, 15 Wohngebäude,[12]
- 1938 102 Einwohner (nur Katholiken),[13]
- 1950 90 Einwohner, 17 Wohngebäude,[14]
- 1987 55 Einwohner, 16 Wohngebäude, 18 Wohnungen.[15]

### Kirchliche Verhältnisse
Kirchenwinn ist seit altersher ein Filialdorf der katholischen Pfarrei (Ober-)Wiesenacker im Bistum Eichstätt. 1552 wurde unter Pfalz-Neuburg die Reformation eingeführt; die Rekatholisierung erfolgte 1626. Den jeweiligen Glaubenswechsel mussten alle Untertanen vollziehen. 1766 wurde die Kapelle in Kirchenwinn abgerissen und neu gebaut.

## Baudenkmäler
Die Ortskirche St. Johannes Baptist und das Haus Nr. 12, ein Wohnstallhaus mit Krüppelwalmdach, errichtet im 18. Jahrhundert, gelten als Baudenkmäler.